# Croatian Juniors 2012
Das Croatian Juniors 2012 fand als bedeutendstes internationales Nachwuchsturnier von Kroatien im Badminton vom 5. bis zum 7. Oktober 2012 in Poreč statt.

## Sieger und Platzierte
| Disziplin    | Gold                            | Silber                               | Bronze                             |
| ------------ | ------------------------------- | ------------------------------------ | ---------------------------------- |
| Herreneinzel | Adam Mendrek                    | Jaromír Janáček                      | Mitja Šemrov                       |
| Herreneinzel | Adam Mendrek                    | Jaromír Janáček                      | Dominik Stipsits                   |
| Dameneinzel  | Victoria Dergunova              | Elizaveta Pyatina                    | Lucie Černá                        |
| Dameneinzel  | Victoria Dergunova              | Elizaveta Pyatina                    | Maja Pavlinić                      |
| Herrendoppel | Simon Rebhandl Mitja Šemrov     | Adam Mendrek Michal Světnička        | Filip Špoljarec Ivan Tucaković     |
| Herrendoppel | Simon Rebhandl Mitja Šemrov     | Adam Mendrek Michal Světnička        | Dominik Stipsits Christoph Syrch   |
| Damendoppel  | Kristina Averkina Ekaterina Kut | Victoria Dergunova Anastasia Stogova | Monika Světničková Lucie Černá     |
| Damendoppel  | Kristina Averkina Ekaterina Kut | Victoria Dergunova Anastasia Stogova | Alina Davletova Anastasia Ronzhina |
| Mixed        | Jaromír Janáček Lucie Černá     | Rodion Alimov Alina Davletova        | Vladislav Soloviev Maria Dmitrieva |
| Mixed        | Jaromír Janáček Lucie Černá     | Rodion Alimov Alina Davletova        | Filip Špoljarec Lucija Vlah        |